# Sofiane Boulaya
Sofiane Boulaya (in arabo بولية سفيان‎?; Algeri, 20 marzo 1973) è un ex cestista e allenatore di pallacanestro algerino.

## Carriera
Con l'Algeria ha disputato i Campionati mondiali del 2002.